# Berkanan
| Berkanan         | Berkanan        | Berkanan        | Berkanan        | Berkanan        | Berkanan       | Berkanan       |
| Nome             | Proto-germanico | Proto-germanico | Antico inglese  | Antico inglese  | Norreno        | Norreno        |
| ---------------- | --------------- | --------------- | --------------- | --------------- | -------------- | -------------- |
| Nome             | *Ƀerkanan       | *Ƀerkanan       | Beorc           | Beorc           | Bjarken        | Bjarken        |
| Significato      | betulla         | betulla         | betulla/pioppo? | betulla/pioppo? | betulla        | betulla        |
| Forma            | Fuþark antico   | Fuþark antico   | Fuþorc          | Fuþorc          | Fuþark recente | Fuþark recente |
| Forma            |                 |                 |                 |                 |                |                |
| Unicode          | ᛒ U+16D2        | ᛒ U+16D2        | ᛒ U+16D2        | ᛒ U+16D2        | ᛒ U+16D2       | ᛓ U+16D3       |
| Traslitterazione | b               | b               | b               | b               | b              | b              |
| Trascrizione     | b               | b               | b               | b               | b              | b              |
| IPA              | [β], [b]        | [β], [b]        | [b]             | [b]             | [b], [p]       | [b], [p]       |
| Ordine alfab.    | 18              | 18              | 18              | 18              | 13             | 13             |

*Berkanan (in italiano "betulla") è il nome proto-germanico ricostruito della runa del Fuþark antico b (carattere Unicode ᛒ). Tale runa compare anche nel Fuþorc anglosassone e frisone con il nome di Beorc ("betulla" o "pioppo") e nel Fuþark recente con il nome di Bjarken (esistente anche nella variante ᛓ).
La sua forma è basata direttamente sulla b (, Unicode 𐌁) dell'alfabeto etrusco, da cui deriva anche la B di quello latino; sia la "B" che la berkanan sono riflesse rispetto all'originale etrusco, poiché la lingua etrusca classica è scritta da destra a sinistra (e nelle rare occasioni in cui avviene il contrario le lettere sono riflesse).
Il nome della corrispondente lettera dell'alfabeto gotico (, Unicode 𐌱) è bairkan.

## Poemi runici
La runa è menzionata in tutti e tre i poemi runici; in quelli norvegese ed islandese essa è chiamata Bjarkan, mentre in quello inglese è chiamata Beorc.
| Poema runico: | Traduzione: |
| Antico norvegese Bjarkan er laufgrønstr líma; Loki bar flærða tíma.                                                                                             | La betulla ha le foglie più verdi di qualsiasi arboscello; Loki fu fortunato nel suo inganno. |
| Antico islandese Bjarkan er laufgat lim ok lítit tré ok ungsamligr viðr. abies buðlungr.                                                                        | La betulla è un ramo frondoso e un piccolo albero e un giovane e fresco arboscello. |
| Antico inglese Beorc byþ bleda leas, bereþ efne swa ðeah tanas butan tudder, biþ on telgum wlitig, heah on helme hrysted fægere, geloden leafum, lyfte getenge. | Il pioppo non ha frutti; ma pur senza semi genera succhioni, poiché è generato dalle proprie foglie. Splendide sono le sue fronde e gloriosamente adornata la sua alta corona che raggiunge il cielo. |